# Preußische G 9
Die preußische Gattung G 9 war die letzte für die Preußischen Staatseisenbahnen entwickelte Nassdampflokomotive. Obwohl mit der G 8 eine Heißdampflokomotive zur Verfügung stand, wurden zwischen 1908 und 1911 insgesamt 200 Fahrzeuge zuerst von Schichau, später auch von anderen Lokomotivfabriken in Dienst gestellt. Da bei der G 8 noch Probleme auftraten, traute man der Heißdampftechnik nicht so ganz. Das Fahrwerk wurde von der G 7 übernommen, wogegen der größere Kessel eine Neukonstruktion war. Die G 9 blieb aber der G 8 leistungsmäßig unterlegen. Anfangs wurden etliche Maschinen als G 7 bezeichnet, später aber in G 9 umgezeichnet. Sie verkehrten vorwiegend im Erzverkehr zwischen dem Ruhrgebiet und der Nordsee.
Nach dem Ersten Weltkrieg gelangten 58 Maschinen nach Belgien, acht nach Polen zur PKP, dort als Baureihe Tp5 geführt, sowie eine ins Saargebiet.
133 Stück gingen an die Reichsbahn und bekamen dort die Betriebsnummern 55 2301–2433. 36 Exemplare wurden in den 1920ern zu Heißdampfmaschinen umgerüstet, was zu einer Steigerung der Leistung und Geschwindigkeit führte. Die Maschinen, welche den Zweiten Weltkrieg überstanden hatten, wurden entweder ausgemustert (in den Westzonen bis 1949, in der DDR als letzte im Jahr 1961 die 55 2361) oder an Privatbahnen veräußert. So erwarb die Osthannoversche Eisenbahn (OHE) 1947 von der damals noch existierenden Deutschen Reichsbahn die 55 2341 und 55 2373, die im gleichen Jahr ausgemustert wurden. Die Loks wurden als OHE 55 170 und 171 bezeichnet. Damit das Lokpersonal bei der Rückwärtsfahrt einen Wetterschutz hatte, baute die Gesellschaft am Tender zum Führstand hin eine Rückwand ein. Die Ausmusterung der Loks erfolgte 1960 bzw. 1961.
Bei den ČSD verblieben nach 1945 2 Lokomotiven. Sie wurden als Reihe 427.05 bezeichnet. Sie kamen ursprünglich als Reihe Tp 5 aus Polen. 1947 wurden sie an die PKP zurückgegeben.
Die Fahrzeuge waren mit einem Schlepptender der Bauart pr 3 T 12 nach Musterblatt III-5b ausgestattet. Vereinzelt waren sie auch mit vierachsigen Tendern zu sehen.